# Pancho Carter
Duane "Pancho" Carter, Jr., né le 11 juin 1950 à Racine (Wisconsin) est un pilote automobile américain de Midget Car, Sprint Car, Dirt Car et surtout de Champ Car. Son père Duane Carter a fait une honorable carrière en IndyCar, durant les années 1950.

## Biographie

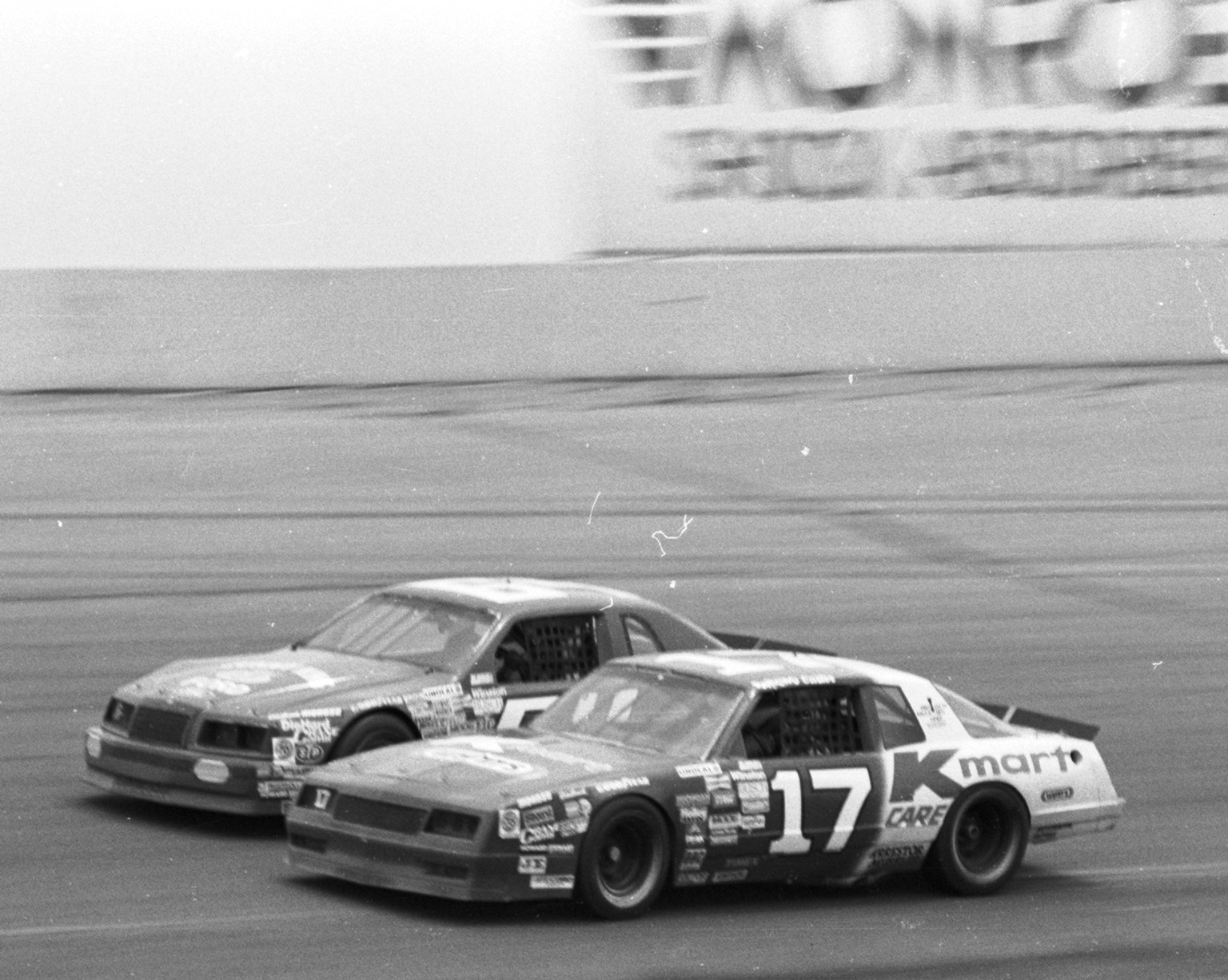
Carter dépassant Eddie Bierschwale à Pocono, en NASCAR series (1986).

Il fut le premier pilote à remporter à la fois les championnats nationaux de Midget Cars et de Sprint Cars, et il a été champion dans trois divisions différentes des sports mécaniques automobiles US.
Sa carrière en Champ Car s'étale de 1974 (première course à l'Indy 500) à 1992 (dernière saison complète en 1990), soit une participation à 165 courses, obtenant ainsi 14 podiums.
Il a également disputé 14 courses de  NASCAR Sprint Cup Series sur six saisons entre 1985 et 1995. 

## Titres
- Champion de Midget Car USAC, en 1972;
- Champion de Sprint Car USAC, en 1974 et 1976;
- Champion de Dirt Car (la Silver Crown), le 30 mai 1977;
- Rookie of the Year, lors de l'Indy 500 de 1974;
  - 3e de l'American Championship car racing (CART), en  1981 (en)  (pour le team Morales Motorsports) (et 5e de la PPG Indycar Series et de l'USAC Champ Car/Gold Crown Series, en 1980);

## Victoire en championnat CART
- 1981: Norton Michigan 500 (l'un des deux seuls 500 miles de la saison, avec Los Angeles), sur le Michigan International Speedway de Brooklyn (Michigan);

(autres podiums notables: 2e à Sanair en 1985 (Canada), et 3e au Norton Michigan 500 en 1980 et 1986, ainsi qu'à Pocono en 1986, entre autres);

## Résultats à l'Indy 500
- Pole position en 1985, avec le bouveau moteur Buick V6;
- 3e en 1982, sur March-Cosworth (derrière Gordon Johncock et Rick Mears dans un duel mémorable);
- 3 "top 5" (1975, 1976 et 1982);
- 17 participations en 18 années, entre 1974 et 1991;

## Victoires en Midget Cars
- 23 de 1972 à 1978, dont le Hut Hundred en 1972 et 1975.

## Distinctions
- National Midget Auto Racing Hall of Fame en 1990;
- National Sprint Car Hall of Fame en 1991.